# Zamarada compacta
Zamarada compacta är en fjärilsart som beskrevs av Fletcher 1974. Zamarada compacta ingår i släktet Zamarada och familjen mätare. Inga underarter finns listade i Catalogue of Life.